# Paleoskamiá
Paleoskamiá, en grec moderne : Παλαιοσκαμιά, est un village du dème d'Árta, district régional d'Árta, en Épire, Grèce.
Selon le recensement de 2011, la population du village compte 36 habitants.